# 查尔斯·泰兹·罗素

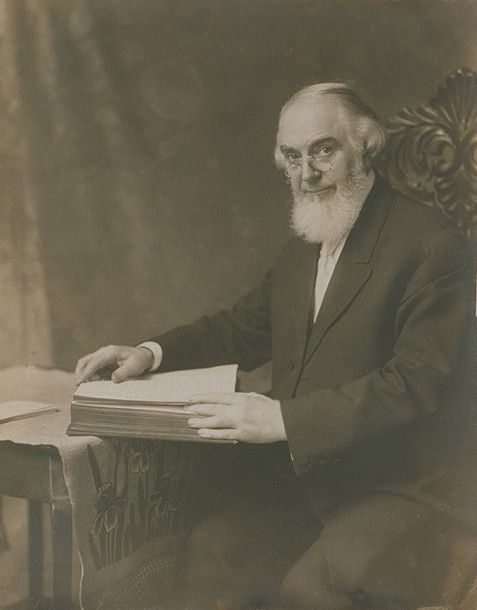
查尔斯·泰兹·罗素

查尔斯·泰兹·罗素（英語：Charles Taze Russell，1852年2月16日—1916年10月31日），享壽64歲，也称作罗素牧师、牧者罗素，是美国宾西法尼亚州匹兹堡的一位基督新教教徒，他发起了圣经考查运动。1879年7月他创办了宗教刊物《锡安的守望台与基督临在的先声》，1881年他也创立了美国第一个圣经协会——锡安守望台书社。罗素去世后，守望台新社长律师卢瑟福成为新一任社长，他对组织机构进行改革，之前的一些圣经研究者不接受这个改革，导致了1917年的分裂。

## 早期生活
查尔斯·泰兹·罗素1852年2月16日星期一出生在美国宾西法尼亚州匹兹堡市阿利根尼，父母分别是 Joseph Lytel Russell和Ann Eliza Birney。查尔斯是5个孩子中的老二，是未夭折的两个孩子之一。罗素家其他孩子是托马斯（1850年－1855年9月4日），玛格丽特（"Mae"，婚后名Margaret Land）死于1940年代晚期，露辛达（1857年－1858年7月21日），小约瑟夫·Lytel（1859年－1860年4月25日）。它们的母亲于1861年1月25日去世，只有29岁。父亲约瑟夫于1897年12月17日去世，享年84岁。
罗素一家曾住费城和阿利根尼。他们搬到匹兹堡后，全家成为长老会成员。在幼年时期，查尔斯是他父亲在匹兹堡裁缝店的帮手。12岁那年他就已经开始跟客户签订单，打理其它几家分店了。13岁他离开长老会，加入公理会。在他青年时期，罗素在市区人行道上书写《圣经》经文，让人们注意关于地狱的表述不准确。16岁时，与儿时好友关于这个问题的讨论把他引导这个问题上来。（例如圣经的叙述和中世纪依赖的传统的矛盾）。1870年，他18岁那年谨慎的出席了当时著名的耶稣复临论者乔纳斯·温德尔的布道。温德尔的观点正是罗素关心的关于圣经合理的解释，圣经的预言的逻辑推断和1874年耶稣可能是基督再临的日期。这之后，罗素意识到只有圣经才是上帝的话语，而且每个人又有责任传扬真理。

## 传道生涯

### 起始阶段
1870年－1875年罗素一家和其他人一起开始深入研究圣经和基督教的习惯信条和传统。基督再临派教徒George Storrs也参与进来。罗素的团体相信他们发现了普通基督教信仰的重大错误。基督再臨會中有一位叫巴鮑（Nelson Barbour, 1824/8/21-1908/8/30）的曾經預言，耶穌要在1874年顯現，然後有一個四十年的收穫期間，到了1914年，就是外邦人時代要結束的時刻。通过这些研究，罗素他们认为他们得到了纯正基督教的清楚理解，并于1874年再次施洗。但是1874年過後，預言落空。
1876年春天，罗素到费城办事，看到由巴鮑出版的刊物《清晨先声》，罗素与巴鮑交换意见，巴鮑介绍了一些自己的观点，并成功说服罗素接受他关于基督隐形临在于1874年开始。罗素开始把生活重点转移到他相信的基督复临之前的这两年中来。他卖掉他的5家服装店得到大约30万美元。（购买力相当于2005年550万美元）通过罗素的鼓励和经济支持，巴鮑写了一个当时观点的大纲，并在1877年名叫《三个世界与这个世界的收割》（Three Worlds，and the heavest of this world）的册子。同年还出版了《主复临的目的与方式》（The Object and Manner of our Lord's Return）。罗素主要强调基督复临的迫切并未提到上述时间。

### 与巴伯分道扬镳
1878年4月，基督复临没有如罗素、巴伯和其它人所预期的出现。《Faith on the March》27页上罗素的同事A.H. 麦克米伦所写， "当我和罗素讨论关于1878年的事情时，我告诉他匹兹堡的报纸已经报道了你在耶稣受难日那天晚上穿着白色长袍站在第六街的桥上，与很多人一起期待者被带走到天上。“我问他这是真的吗？” 罗素大笑说：‘那天晚上10:30－11:00我在床上呢。不过，某些激进分子可能在那，但是我不在。 但我并不期待被带到天上，因为我觉得在除去所有教会之前，还有很多要去做来向人传扬王国的好消息。’”
由于受到计算错误带来的错误估计的困扰，罗素重新检查了自己的结论看是否符合圣经或者只是一个传统。他的结论是，他开始就是根据的一个传统，所以整个的基础不是基于圣经的。巴伯深受他们错误预期的挫折的压力，又拒绝罗素的解释，从1878年春天到1879年夏天伴随者每一期刊物出版都有一场争论。在这段时间，巴伯选择放弃之前与罗素所共同拥有的观点包括预言年代表等。后来他否认耶稣的赎价导致了二人最终的绝裂。事情的导火索是1878年8月巴伯在《清晨先声》发表的文章否认耶稣的赎价，接着罗素在接下来的9月刊写了一篇名为《救赎》的文章予以驳斥，自此二人的观点在刊物中不断发生冲突。最终罗素不得不退出《清晨先声》。罗素不再提供经济支持并创立了自己的期刊，刊名为《锡安的守望台与基督临在的先声》（Zion's Watch Tower and Herald of Christ's Presence），创刊号是1879年7月。同年巴伯创立了刊物《陌生人的教会》（The Church of the Strangers）并继续出版《黎明先声》。

## 罗素的婚姻
1879年3月13日，罗素与玛利亚·弗朗西丝·Ackley（1850年－1938年）结识几个月后结婚。他们的婚姻不但基于浪漫的爱情，而且也因有共同传扬上帝真理的信念。1897年玛利亚要求在《锡安的守望台》杂志社中有一个遠比以前更大的管理權力而产生分歧，最後她提出分居。在1906，她再提起了离婚诉讼，在庭审中她編造出查尔斯与一个守望台速记员有不正当性关系，这个人是他们很长时间以来一起照顾的一个养女。但是法院找不出證據而不接受这一指控，布鲁克林每日鹰报出版了当时的庭审报告。罗素妻子，玛利亚·罗素1938年8月因霍奇金氏病于佛罗里达州圣彼得斯堡去世。

## 主要作品
1881年，锡安守望台书社成立，它的主要目的是为了散发小册子、宣传页和研修论文和圣经。所有材料的印刷和装订都是与当地印刷商通过合同完成，分发工作则交给 “卖圣经的小贩 （页面存档备份，存于）”。这个出版社到1884年才获得合法地位。从这开始，罗素的组织才可以成长。他的圣经研修小组已经有了本地好几百名居民，遍及新英格兰，弗吉尼亚，俄亥俄等地，每年他们都选他做“牧师”。其它国家的会众也最终沿习这一惯例。
1881年罗素投入了差不多他总财产和所有捐助的十分之一用来印制和分发《Food for Thinking Christians》。同一年还有《The Tabernacle and its Teachings》和《Tabernacle Shadows of the Better Sacrifices》两本书出版发行。1886年，由于取得了巨大的反响，罗素计划出版大篇幅巨著《The Plan of the Ages》（后重命名为《上帝的历代计划》The Divine Plan of the Ages）。在准备期间，罗素决定只出版七卷的头一卷，其余部分被称作《千禧年黎明》，后命名为《圣经的研讨》来澄清这些内容并不是小说：
- The Time is at Hand 《时间近了》（1889年）
- Thy Kingdom Come 《王国来临》（1891年）
- The Day of Vengeance" 《复仇之日》，后命名为"The Battle of Armageddon"《哈米基多顿之战》（1897年）
- The At-one-ment Between God and Men 《上帝与人之间的和解》（1899年）
- The New Creation 《新的受造物》（1904年）

罗素还没有完成第七卷就去世了。1916年罗素逝世以后，一本名为《完成的奧秘》（The Finished Mystery）第七卷作为遗稿于1917年出版。按照罗素的计划，这部第七卷是一个详细解释启示录的作品，但是也诠释了以西结书和所罗门的诗歌（诗篇）。接下来对这部作品的出版和其中的内容争议不断。很快就发现，这部书的作者其实是罗素的2位故交Clayton J. Woodworth和George H. Fisher，主编是约瑟夫·富兰克林·卢瑟福。
1903年报纸开始出版他书写的布道文章。这些布道通过报业辛迪加很快向全世界传播，最后估计在美国的读者要达到1200-1500万。通过辛迪加布道，和辛迪加报纸联盟的广告效应，罗素的形象成为当时世界上最为人熟知的面孔。在很多城市，罗素被扣上异端的帽子，随之而来的批评家数量也是直线上升。

## 逝世、影响和遗产
就在他从美国西部和西南部返回途中，多病缠身的罗素牧师终于在1916年10月31日夜里去世，他乘坐的火车证经过德克萨斯的潘帕。他逝世的消息成了全球很多报纸的头版头条。他被埋葬在宾西法尼亚州匹兹堡市Rosemont联合公墓。
1917年1月 约瑟夫·富兰克林·卢瑟福被选举为第二任守望台圣经书社社长，尽管在选举过程中充满了争吵。接下来的争论来自罗素的遗產和遗嘱中提到的锡安守望台杂志未来的内容和走向，还有谁被授权出版新的著作的解释。很多会众成员不願接受卢瑟福在守望台的領導。守望台在1928年11月否认大金字塔理论和1927年2月关于罗素的角色问题成为事态发展的焦点。但是很多成员都支持他的做法，直到1931年才正式启用了耶和华见证人这个名字，书社的名字也从“Watch Tower”改为“Watchtower”。
当会众逐渐多起来以后，卢瑟福改变守望台书社的组织结构，他邀請各地的会众中忠心的同工出来，组成中央长老团，而各地的会众被重新組織起來。另一方面少數拒絕参加聚会的圣经研修者，他們在1929年试图重新组织起来，他們在罗素曾使用过的“圣经之屋”召开“首届年度圣经研究大会”。这个大会本想每年都要举行，但是要取得所有參予的人對聖經觀點的认同耗费了大约20年时间。（更多内容参看圣经考查运动）一些新教徒也借用或者接受罗素的一些观点如“全球上帝会众”，“耶和华会众”，还有众多的圣经研修分支团体如田园圣经学院，“普通信徒家庭传道运动”等。

## 聖經教義和教导
通过对圣经的分析研究，罗素和其它的圣经研究者认为基督徒的一些信条和传统都是错误的。他们要復興第一世纪时的纯真基督教。这样的观点在当时被很多教会领袖和学者看作异端。罗素同意基督徒必須完全以圣经為自己观点，接受圣经本身没有错误，任何信仰若不基於聖經就是错误的。他赞同變節背教的事由公元一世纪就開始。他也赞同同时期新教教徒关于基督即将再次来临的信条和哈米吉多頓。在他的阐述中有很多跟天主教和基督新教不同的地方，主要包括以下部分：
- 罗素质疑永火地狱的概念。他主张14万4000义人将在天上复活，而大多数其它人，在死去后进入沉睡等待新世界的来临。有一个地上的乐园给大多数人居住。
- 不接受無聖經根據的三位一体的概念。罗素相信基督的獨特地位，但是不同于主流教派关于基督的神性，就是圣父，并死在十字架上。罗素也相信圣灵并不是個體，而是上帝动力的表现。
- 罗素曾錯誤估算出1874年是基督再临的日子。人眼無法看到的基督在那个日子已经降临。他还根據聖經的预言，提出"列國的日子"将于1914年结束，基督那时将要接管地球。他认为第一次世界大战的爆发标志着列國的日子的开始；他的观点是多个国家之间征战不断。
- 他藉聖經年代直接的推理比较计算出自亚当开始6000年的人類历史。根据与预言的翻译对比，1914年正是语言上的日子根当前公历对应的基督返回的日子。
- 罗素借用Nelson Barbour的观点，1879年初他教导说，作为1878年预言的双重结果，上帝的关怀重新回到犹太人。（雅各－Jesus受宠时期；Jesus－1878年失宠时期）1910年他在纽约著名的竞技场剧院主持的会议上，有上千的犹太人参加。Jews and Christians alike were shocked by his teaching that Jews should not convert to Christianity. 罗素认为巴勒斯坦国属于犹太人，上帝现在让他们回到自己的国度，他们将是上帝王国在地上的领导机构所在地。早期罗素认为犹太人1910年应该占领巴勒斯坦他们自己的国度，但是这并没有发生。在他去世前，他利用犹太人的压力强调，就是预言的所有犹太人应占领巴勒斯坦，收回这块土地的时间（参見犹太复国主义）。

## 批评和论战
1892年早期，团体内部几个人对罗素的观点和管理方式提出批评。1893年一份文件写给位于匹兹堡得圣经研究者，作者包括Otto van Zech, Elmer Bryan, J.B. Adamson, S.G. Rogers, Paul Koetitz等。这个文件裡写道，罗素是一个独裁者，精明的商人，通过出版《千禧年黎明》聚敛钱财，在收入上作假，还用一个女性假名出版了上千份此书。罗素所著叫做《A Conspiracy Exposed and Harvest Siftings》的特别册子于1894年4月由锡安的守望台杂志出版发行用来向所有圣经研究者澄清此事。罗素出版了这些人来往的书信，以证明他们所说为捏造事实，只是魔鬼撒旦通过他们来干扰传福音的工作。
1897年罗素的妻子马利亚·罗素因为锡安守望台杂志管理权问题离开他。她声称，作为他的妻子应当享有对该杂志平等的管理权，在编写文章、传讲道理，海外巡查服务上享有平等的特权。1903年她以夫妻感情不合，缺乏沟通，罗素有不检点行为为由向法院申请提出离婚，但是法院1908年给出判决为可以分居，不支持离婚。 1906年的听证会上，罗素答应分居并给与赡养费，而法庭删除了原先在对罗素行为不检点的指控。罗素夫妇收养的一个小姑娘Rose Ball跟罗素的关系很不错，她从十几岁就跟他们一起生活，有人根据这一点推断罗素有个人的不检点行为，但是庭审记录表明，当律师问马利亚·罗素她是否认为他的丈夫有通奸行为时，她的回答是：不是。另外，在1897年，基督徒长老组成的委员会聆讯马利亚关于对罗素的指控时，并未提到这些事情，马利亚完全是出于想尽快结案捏造的事实。事实上此案根本没有共同被告。
1913年间，有一个叫做John Jacob (J.J.) Ross的人，他是加拿大安大略汉密尔顿的一个官员。发表了一篇有趣的演说，名为《关于自诩为”牧师“的查尔斯·T.·罗素的一些事实》。之后罗素以诽谤罪将他告上法庭。Ross试图在庭审证明罗素并没有之前声称的具有希腊语知识。应对Ross指责，罗素回答说他从来就没有说自己具有希腊语知识，只不过认识希腊字母。之后Ross还证明罗素没有得到正式颁布的牧师资格，尽管他说过自己具有牧师资格。由于这一指控与本案无关，这本书最终被禁止发行。另外，他相信他的任命根据圣经的模式来自上帝，不需要任何教派认可，而且本人得到全世界每年超过1200次会议的选举认可。
最近，罗素还被人指与共济会成员有密切联系。批评家不但试图把他和共济会的一些仪式联系起来，还试图展示这些神秘的习惯。他最后编纂的圣经的研讨系列刊物封面被指出使用了有翅膀的太阳圆盘是共济会的典型标志。 在他的著作中， 罗素指出共济会成员，Knights of Pythias，通灵术和其它类似团体并不是基督教。他也否认 （页面存档备份，存于） 有关于共济会的直接知识，认为这些东西都是“極其邪恶”。他所使用的标志来自于圣经玛拉基书4:2的描述，表示基督的千年统治开始。

### 普通资料
- 罗素牧师网站 （页面存档备份，存于）
- C.T.罗素数据库 （页面存档备份，存于） - 可检索罗素的作品
- 第二章：初建时期：(1873-1912) 查尔斯·泰玆·罗素 （页面存档备份，存于）  Barbara G. Harrison's Visions of Glory: A History and a Memory of Jehovah’s Witnesses，纽约，1978年 Simon & Shuster出版社。参看 第四章 （页面存档备份，存于） 和 第六章 （页面存档备份，存于）。
- 守望台官方网站 （页面存档备份，存于）

### 特别传记
- Message to Herald of the Morning subscribers （页面存档备份，存于） 1879年匹兹堡，Pa; Zion's Watch Tower and Herald of Christ's Presence, 1879年7月1日，Supplement
- International Bible Students Souvenir Convention Report for 1907, "Praise and Testimony Meeting"；芝加哥，1908 （页面存档备份，存于）
- Great Battle in the Ecclesiastical Heavens 约瑟夫·富兰克林·卢瑟福，1915年
- Harvest Gatherings and Siftings Zion's Watch Tower（锡安的守望台）,1916年6月1日 170页
- St. Paul Enterprise （页面存档备份，存于）1916年11月7,14,21,28日 articles "Regarding the Death and Burial of, and Memorial Services for, Pastor Russell"
- 查尔斯·泰玆·罗素传记 （页面存档备份，存于）锡安的守望台
- 罗素牧师最后的愿望和遗嘱 （页面存档备份，存于）
- International Bible Students Souvenir Convention Report for 1916, "Pastor Russell Passes Through the Gates of Glory"；芝加哥，1917年 （页面存档备份，存于）
- The Messenger of Laodicea （页面存档备份，存于） Watch Tower Bible and Tract Society, 1919年
- Laodicean Messenger （页面存档备份，存于） 1923年 芝加哥：Bible Students书店；查尔斯·泰玆·罗素生活的记忆。PDF版
- Where Else But Pittsburgh! George Swetnam, Davis & Warde, Inc., 1958年 （页面存档备份，存于）
- 查尔斯·泰玆·罗素作品以及对美国宗教界影响 （页面存档备份，存于） 1974年 Bob Chastain，硕士论文
- The Bible Student Movement in the Days of C.T. Russell; 作者 James Parkinson, 1975年出版
- 人物：查尔斯·泰玆·罗素 - 匹兹堡卡耐基图书馆网站上的信息。